# Воронино (Красноярский край)
Воронино — деревня в Уярском районе Красноярского края. Входит в состав Восточного сельсовета. 

## География
Деревня находится в южной части края, в пределах Алтае-Саянского горнотаёжного района, на расстоянии приблизительно 17 километров (по прямой) к юго-востоку от Уяра, административного центра района. 
Абсолютная высота — 366 метров уровня моря
.
Климат
Климат характеризуется как резко континентальный, с продолжительной морозной зимой и коротким тёплым летом. Средняя температура воздуха самого тёплого месяца (июля) составляет 18,7 °C (абсолютный максимум — 38 °C); самого холодного (января) — −21 °C (абсолютный минимум — −48 °C). Продолжительность безморозного периода составляет в среднем 96 дней. Среднегодовое количество атмосферных осадков достигает 600 мм, из которых 317 мм выпадает в июле-августе.

## История
Основано в 1895 году. 
В 1926 году в административном отношении являлась центром Воронинского сельсовета Уярского района Красноярского округа Сибирского края.
Выделена в 1989 году из Толстихинского сельсовета.

## Население
| 2010 |
| ---- |
| 130  |

Гендерный состав
По данным 1926 года проживало 1029 человек (505 мужчин и 524 женщины).
По данным Всероссийской переписи населения 2010 года в гендерной структуре населения мужчины составляли 50,8 %, женщины — соответственно 49,2 %.
Национальный состав
По данным 1926 года в национальном составе населения того периода преобладали русские.
Согласно результатам переписи 2002 года, в национальной структуре населения русские составляли 92 % из 219 чел.

## Инфраструктура
Личное подсобное хозяйство. К 1926 году 184 хозяйства,  функционировали школа I ступени и лавка общества потребителей.  

## Транспорт
Просёлочная дорога к Толстихино. 